# (302) Clarissa
(302) Clarissa es un asteroide perteneciente al cinturón de asteroides descubierto el 14 de noviembre de 1890 por Auguste Honoré Charlois desde el observatorio de Niza, Francia.
Se desconoce la razón del nombre.